# Кергеленский морской котик
Кергеленский морской котик (лат. Arctocephalus gazella) — вид ластоногих из семейства ушастых тюленей. Относится к роду южных морских котиков.

## Внешний вид
Самцы достигают длины до 190 см, самки до 130 см. Масса составляет 150 и 50 кг соответственно. Окраска шкуры серо-коричневая. У самца имеется чёрная грива, с множеством серых  или белых волос.

## Распространение
Кергеленский морской котик обитает по периметру Антарктики. Наибольшие колонии встречаются на Южной Георгии, Южных Сандвичевых островах, на островах Принс-Эдуард, на Южных Шетландских островах, на Южных Оркнейских островах, на островах Буве, Кергелен, Херд и Макдоналд, Крозе и Маккуори.
Обычно кергеленские и субтропические морские котики живут отдельно друг от друга. Лишь на островах Принс-Эдуард и островах Крозе они образуют общие колонии. Иногда наблюдаются даже спаривания между представителями обоих видов.
Кочующих особей кергеленского морского котика можно встретить в значительном количестве также и на Огненной Земле, однако на ней этот вид не образует колоний.

## Численность
Колонии кергеленского морского котика ещё в XVIII веке содержали несколько миллионов зверей. В 1790-х на них началась широкомасштабная охота. Одним лишь летом 1800 года в Южной Георгии было убито 112 тысяч котиков. Промышленники уничтожали колонии от острова к острову. Колонии на Южных Шетландских островах были открыты только в 1819 и насчитывали около 400 тысяч зверей, которые были истреблены в течение всего двух лет. В 1830-х вид уже считался вымершим. Однако благодаря тому, что такой огромный ареал невозможно контролировать полностью, кергеленские морские котики в некоторых местах всё же выжили.
В 1930-х в Южной Георгии вновь начала существовать колония из нескольких сотен особей. Благодаря строгим охранным законам она с каждым годом увеличивалась и к началу 1990-х насчитывала уже 1,6 миллионов котиков. На других островах бывшего ареала ситуация с численностью кергеленского морского котика остаётся более критической. За пределами Южной Георгии обитают лишь 50 тысяч особей.

## Название
Научное название gazella было дано в честь одноимённого корабля, команда которого в 1874 у острова Кергелен наблюдала прохождение Венеры перед солнечным диском. На этом же корабле находился Вильгельм Петерс, первым описавший кергеленского морского котика в следующем году.